# Talsperre Jevišovice
Die Talsperre Jevišovice (tschechisch Vodní nádrž Jevišovice) ist eine Stauanlage in Tschechien. Die älteste Talsperre Mährens dient dem Hochwasserschutz und der Niedrigwasseraufhöhung am Unterlauf der Jevišovka; der Stausee wird außerdem zu Erholungszwecken und als Fischgewässer genutzt. Sie gehört zu den ältesten Schwerkraftstaumauern in Mitteleuropa.

## Geographie
Die Talsperre liegt 700 m westlich des Stadtzentrums von Jevišovice an der Gemarkungsgrenze mit Střelice in der Jevišovická pahorkatina (Jaispitzer Hügelland). Sie staut am Flusskilometer 55,36 die Jevišovka  (Jaispitzer Bach), die hier durch ein tiefes felsiges Tal fließt.
Umliegende Orte sind Střelice im Nordosten und Jevišovice im Osten. Auf der Hochebene südlich des Stausee befinden sich Bungalows und ein Autocampingplatz.

## Geschichte
Erste Maßnahmen zum Schutz der Bewohner am Unterlauf der Jevišovka vor den wiederkehrenden Hochwassern erfolgten in den 1880er Jahren. Das Frühjahrshochwasser vom März 1888 war die größte Flut im 19. Jahrhundert. Am 13. August 1892 beschloss der Mährische Landtag mit dem Gesetz Nr. 68 die Errichtung von Talsperren im Einzugsgebiet der Jevišovka. Nach der im Juni 1893 erfolgten wasserrechtlichen Erörterung des Projektes durch die Bezirkshauptmannschaft Znaim erteilte der Statthalter der Markgrafschaft Mähren, Alois von Spens-Booden, im August desselben Jahres die wasserrechtliche Genehmigung.
1894 wurde mit dem Bau begonnen. Dabei stellte sich heraus, dass das vorgesehene Talprofil wegen des unzureichend festen Untergrunds keine optimalen Fundamentbedingungen für die Staumauer bot. Der Standort des Dammes wurde daraufhin um 130 m bachaufwärts verlegt, wo in sieben Meter Tiefe fester Fels anstand. Um das geplante Stauvolumen beizubehalten, wurde die Staumauer gegenüber dem ursprünglichen Projekt um einen Meter erhöht. Die Anlieferung der Bruchsteine für die Mauer erfolgte mit Pferdefuhrwerken, vor Ort wurden die Steine mit Wasser und Drahtbürsten gereinigt. Als einzige technische Hilfsmittel dienten Flaschenzüge. Wegen des Mangels an fachlich versierten Arbeitern wurden schließlich auch italienische Fachkräfte herbeigeholt.
Die Inbetriebnahme erfolgte 1897. Finanziert wurde der Bau aus Staats- und Landesmitteln.
1951 erfolgte eine Rekonstruktion, dabei wurde die Überlaufkrone erhöht und die Überfallkante auf 27,5 m verbreitert. Für eine genaue Nivellierung wurden 1961 neun Höhenkontrollpunkte angebracht; sechs auf der Dammkrone und drei am luftseitigen Dammfuß. Die Steuermechanik auf der Dammkrone zur Betätigung der Auslässe wurde 1967 überdacht. Zur Messung des Wasserdruckes wurden 1987 drei Messbohrungen am Dammkörper angebracht. 1993 wurde der Stausee abgelassen und die Abflussstollen instand gesetzt. Im Jahre 1998 erfolgte eine Absenkung der Krone des Sicherheitsüberlaufs; zugleich wurden an der Verbindung des Dammes mit rechten Uferseite zwei Überwachungsbohrungen in 15 und 25 m Teufe zur Kontrolle der Grundwasserbewegung angelegt.

## Bauwerk
Die gekrümmte Schwerkraftstaumauer mit einem Wölbungsradius von 240 m besteht aus Gneis- und Gneisgranitquadern, wobei beim Bau darauf geachtet wurde, dass keine durchgängigen Mauerwerksfugen entstanden. Zur Erhöhung der Wasserdichte wurde auf der wasserseitigen Fugenfläche nach dem Aushärten des Bettmörtels der Mörtel zwischen den Steinen ausgekratzt, die Fugen mit Druckwasser gereinigt und sodann in zwei Schichten mit gepresstem gebrannten Zementmörtel verfüllt. Die Größe der Bruchsteine nimmt vom unteren Mauerdrittel zur Krone hin ab. Die Lücken zwischen den Quadern wurden mit kleineren Steinen gefüllt.
Der Wasserabfluss erfolgt durch drei mit Gneisquadern ausgekleidete Stollen mit einem Profil von 1 × 1,9 m, die wasserseitig – vom Schützhaus auf der Dammkrone aus elektrisch oder manuell – mit flachen Rippenschützen verschließbar sind. Die Durchflussmenge jedes Stollens beträgt 13,5 m³/s.
An der linken Uferseite befindet sich der seitliche Sicherheitsüberlauf für Hochwasser; die Überfallkante hat eine Länge von 24,4 m. Er hat eine maximale Durchflusskapazität von 80 m³/s. Das überfließende Wasser stürzt in den Überfall und wird von dort über ein acht Meter breites Gerinne ohne Tosbecken direkt in die Jevišovka eingeleitet. Sowohl der Überfall als auch das Gerinne sind in den gewachsenen Fels eingehauen.
Im Umkreis von 50 m um die Einlaufvorrichtung befindet sich eine durch Bojen markierte Sperrzone.
Die Talsperre ist als Kulturdenkmal und Technisches Denkmal von europäischem Rang geschützt.